# Oinville-Saint-Liphard
Oinville-Saint-Liphard és un municipi francès, situat al departament de l'Eure i Loir i a la regió de Centre – Vall del Loira. L'any 2007 tenia 267 habitants.

## Demografia

### Població
El 2007 la població de fet d'Oinville-Saint-Liphard era de 267 persones. Hi havia 116 famílies, de les quals 32 eren unipersonals (28 homes vivint sols i 4 dones vivint soles), 40 parelles sense fills, 36 parelles amb fills i 8 famílies monoparentals amb fills.
La població ha evolucionat segons el següent gràfic:
Habitants censats

### Habitatges
El 2007 hi havia 156 habitatges, 115 eren l'habitatge principal de la família, 20 eren segones residències i 21 estaven desocupats. 154 eren cases i 1 era un apartament. Dels 115 habitatges principals, 106 estaven ocupats pels seus propietaris, 6 estaven llogats i ocupats pels llogaters i 3 estaven cedits a títol gratuït; 2 tenien una cambra, 11 en tenien dues, 26 en tenien tres, 33 en tenien quatre i 44 en tenien cinc o més. 93 habitatges disposaven pel capbaix d'una plaça de pàrquing. A 61 habitatges hi havia un automòbil i a 49 n'hi havia dos o més.

### Piràmide de població
La piràmide de població per edats i sexe el 2009 era:
| Homes | Edats   | Dones |
| ----- | ------- | ----- |
| 4     | 95 o +  | 0     |
| 0     | 90 a 94 | 0     |
| 0     | 85 a 89 | 0     |
| 8     | 80 a 84 | 0     |
| 4     | 75 a 79 | 0     |
| 0     | 70 a 74 | 4     |
| 12    | 65 a 69 | 20    |
| 12    | 60 a 64 | 4     |
| 8     | 55 a 59 | 0     |
| 12    | 50 a 54 | 8     |
| 12    | 45 a 49 | 12    |
| 8     | 40 a 44 | 4     |
| 16    | 35 a 39 | 24    |
| 8     | 30 a 34 | 16    |
| 4     | 25 a 29 | 12    |
| 4     | 20 a 24 | 0     |
| 4     | 15 a 19 | 8     |
| 16    | 10 a 14 | 8     |
| 12    | 5 a 9   | 16    |
| 4     | 0 a 4   | 8     |

## Economia
El 2007 la població en edat de treballar era de 171 persones, 123 eren actives i 48 eren inactives. De les 123 persones actives 119 estaven ocupades (70 homes i 49 dones) i 4 estaven aturades (2 homes i 2 dones). De les 48 persones inactives 15 estaven jubilades, 15 estaven estudiant i 18 estaven classificades com a «altres inactius».

### Ingressos
El 2009 a Oinville-Saint-Liphard hi havia 119 unitats fiscals que integraven 282 persones, la mediana anual d'ingressos fiscals per persona era de 21.317 €.

### Activitats econòmiques
Dels 16  establiments que hi havia el 2007, 4 eren d'empreses extractives, 3 d'empreses de construcció, 7 d'empreses de comerç i reparació d'automòbils, 1 d'una empresa d'hostatgeria i restauració i 1 d'una empresa classificada com a «altres activitats de serveis».
Dels 3 establiments de servei als particulars que hi havia el 2009, 1 era un paleta, 1 guixaire pintor i 1 electricista.
L'any 2000 a Oinville-Saint-Liphard hi havia 21 explotacions agrícoles que ocupaven un total de 1.700 hectàrees.

## Poblacions més properes
El següent diagrama mostra les poblacions més properes.